# Colomers
Colomers (spanisch Colomés) ist eine Gemeinde in der autonomen Region Katalonien in Spanien in der Provinz Girona mit 205 Einwohnern (Stand: 2024). 

## Lage
Colomers liegt etwa 18 Kilometer nordöstlich von Girona und etwa 90 Kilometer nordöstlich von Barcelona nahe der Costa Brava in einer Höhe von ca. 40 m. Die Gemeinde wird im Süden durch den Río Ter begrenzt.

## Bevölkerungsentwicklung
| Jahr      | 1970 | 1981 | 1991 | 2001 | 2011 | 2021 |
| Einwohner | 275  | 226  | 198  | 203  | 202  | 189  |

## Sehenswürdigkeiten

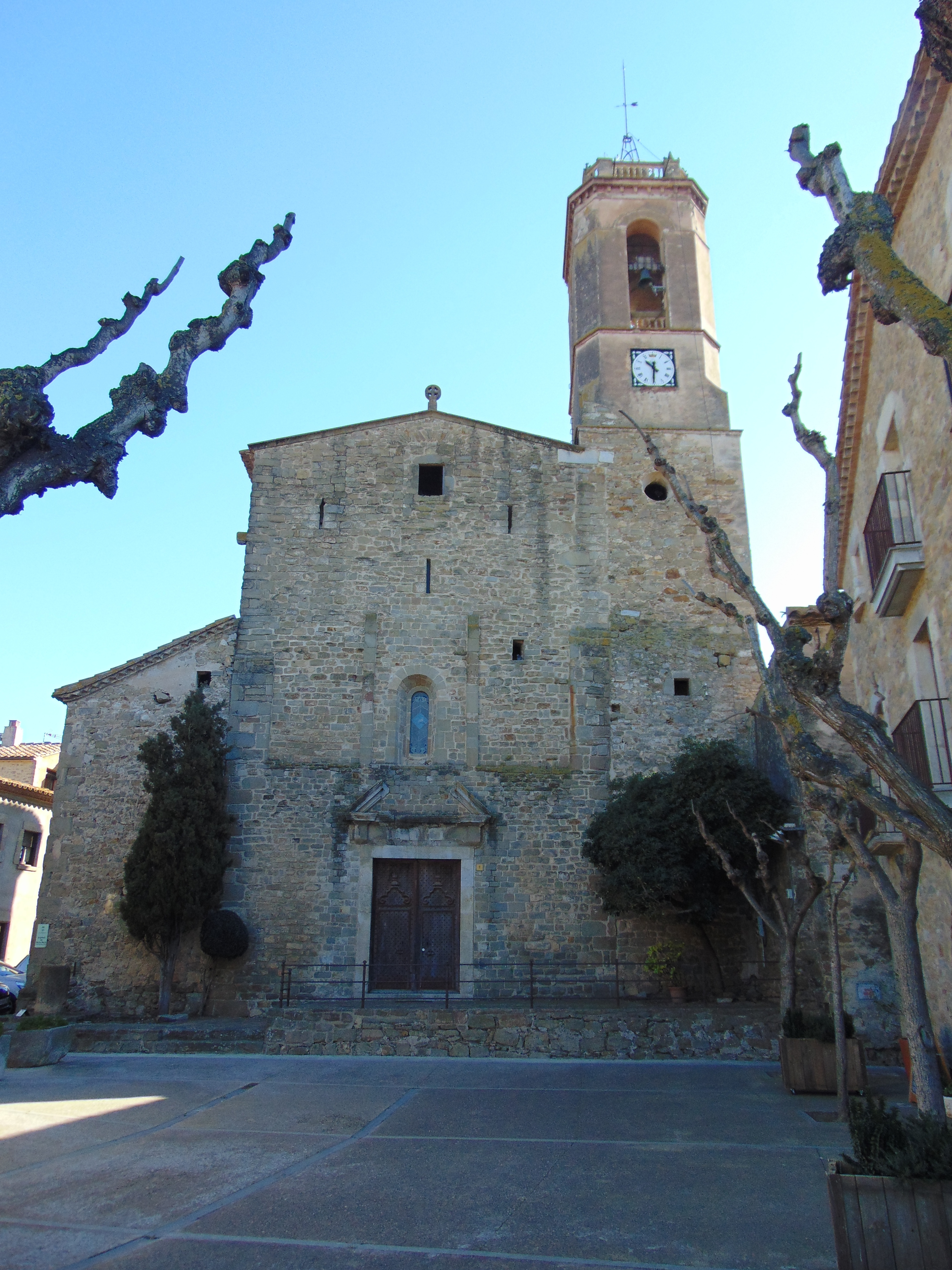
Marienkirche
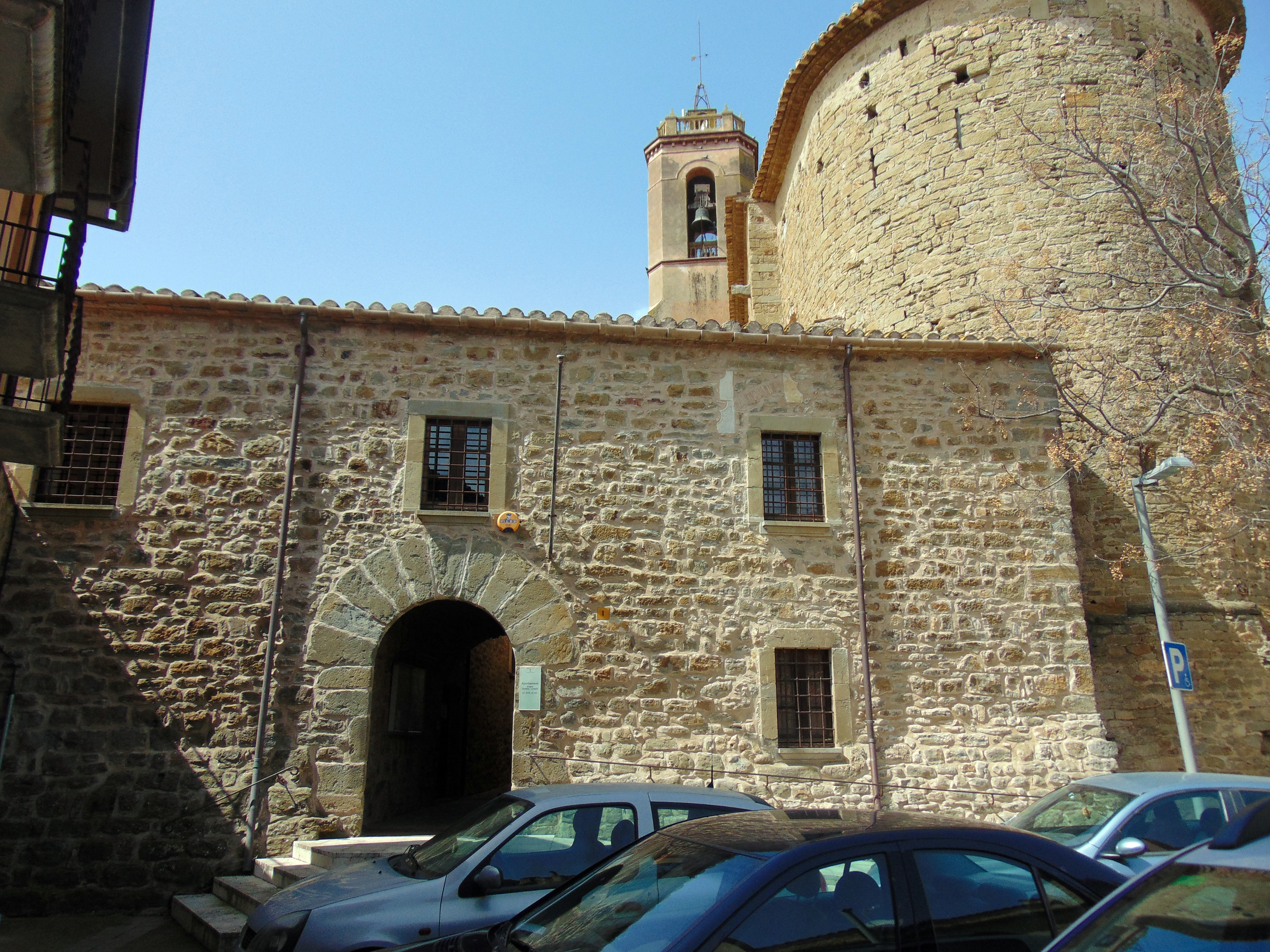
Rathaus

- Marienkirche
- Rathaus